# Schermbloemenfamilie
De schermbloemenfamilie (Apiaceae of Umbelliferae: beide wetenschappelijke namen zijn toegestaan) is een familie van bedektzadige planten, meestal aromatische met holle stengels. Wereldwijd komen zo'n 3500 soorten voor in ruim 440 geslachten. De meeste soorten zijn vaste planten.
De familie bevat enkele zeer giftige soorten zoals de gevlekte scheerling (Conium maculatum) en dodemansvingers (Oenanthe crocata), maar ook zeer nuttige planten zoals anijs, karwij, venkel, peterselie, pastinaak en wortel maken deel uit van deze familie.
De plant heeft meestal een penwortel. De afwisselend staande bladeren zijn meestal enkel geveerd of meervoudig geveerd.
De bloeiwijze is meestal een samengesteld scherm, dat uit meerdere stralen bestaat. De bloeiwijze heeft een of twee krans(en) van schutbladen. De krans van schutbladen aan de voet van de zijassen (bloemstelen) van een scherm wordt het omwindsel genoemd. Bij het schermpje (scherm van de 2de orde) wordt het een omwindseltje genoemd. De bloeiwijze is meestal vlak of bol. Bij de reuzenberenklauw komt een variabel aantal samengestelde schermen voor.
De bloem bestaat uit vijf kelk- en vijf, meestal witte of soms gele, roze, violette kroonbladen. De kelkbladen zijn vaak verschrompeld of ontbreken. De kroonbladen hebben vaak een teruggeslagen top (Lobulum inflexum). Er zijn vijf meeldraden, die tijdens het knopstadium gekromd zijn en twee stijlen en twee vruchtbladen. Aan de voet van de stijlen zit een schijf- of kegelvormig nectarkussentje (stylopodium).  
De bloemformule is:
{\displaystyle \star K_{5-0}\;C_{5}\;A_{5}\;G_{\overline {(2)}}}
De vrucht is een tweedelige splitvrucht.

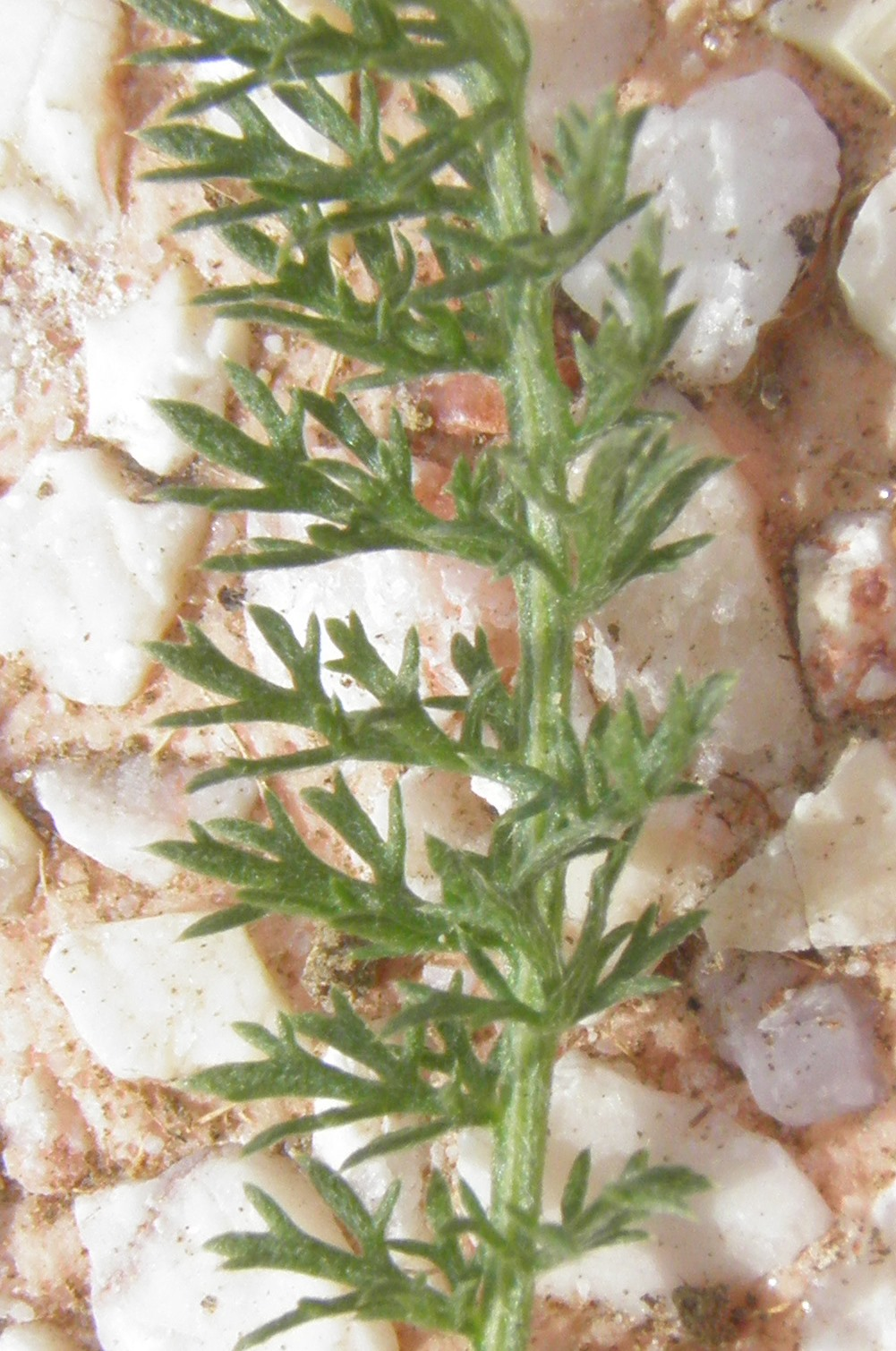
Drievoudig geveerd blad van bergseselie
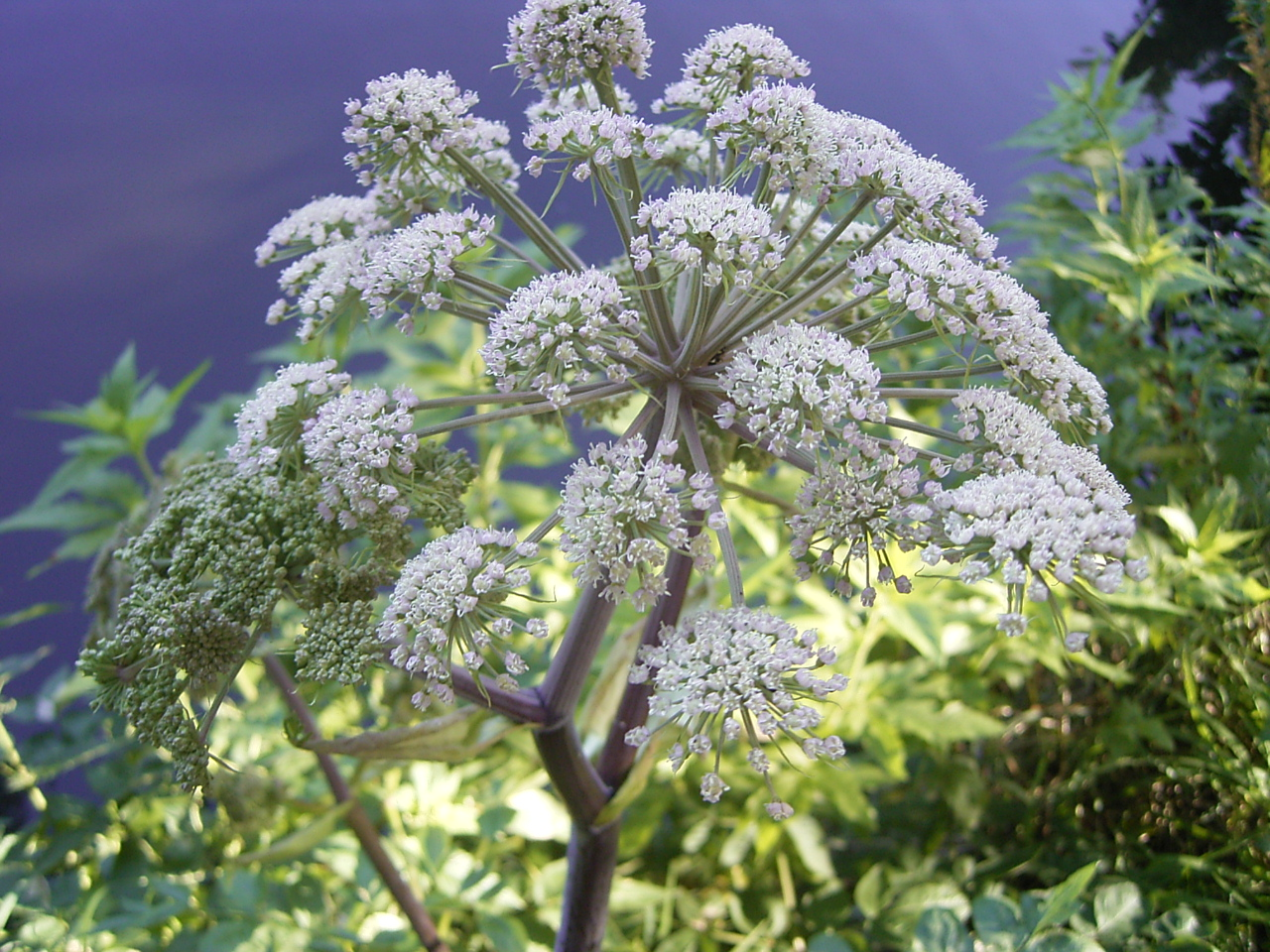
Bloeiwijze van gewone engelwortel
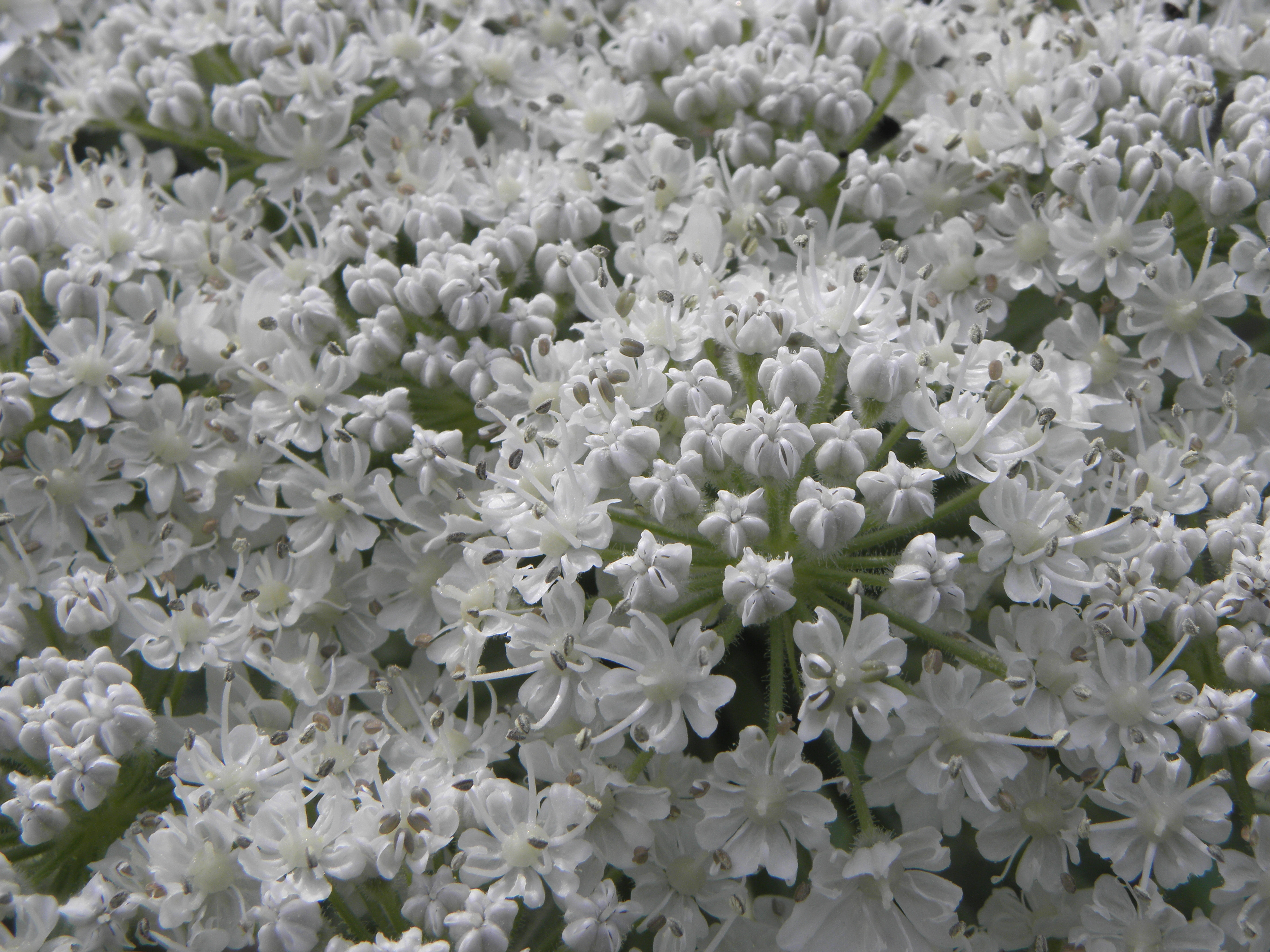
Bloeiwijze van reuzenberenklauw met kroonbladen met Lobulum inflexum
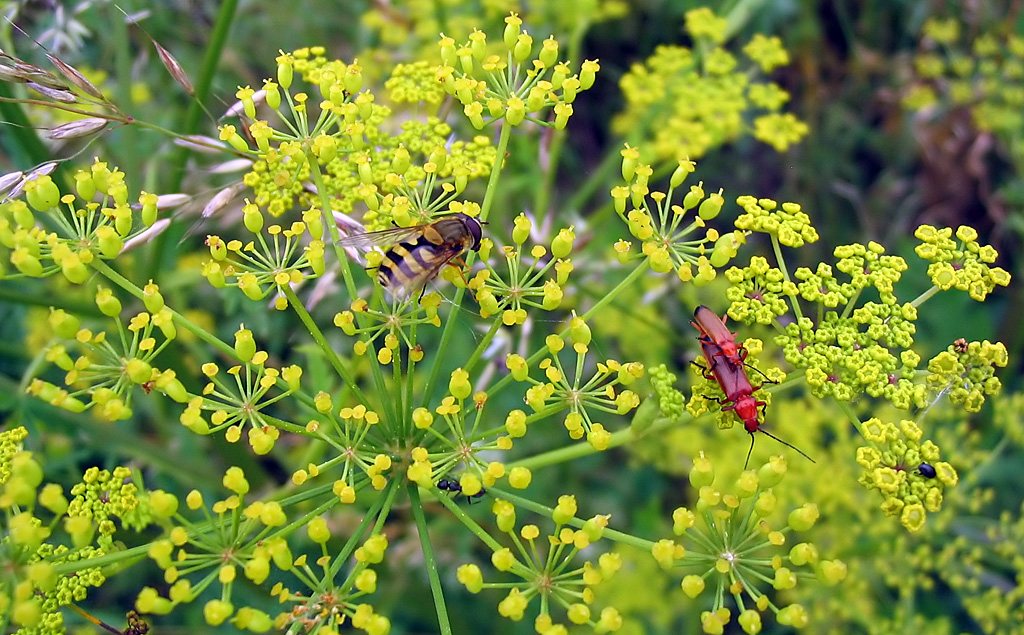
Bloeiwijze van pastinaak
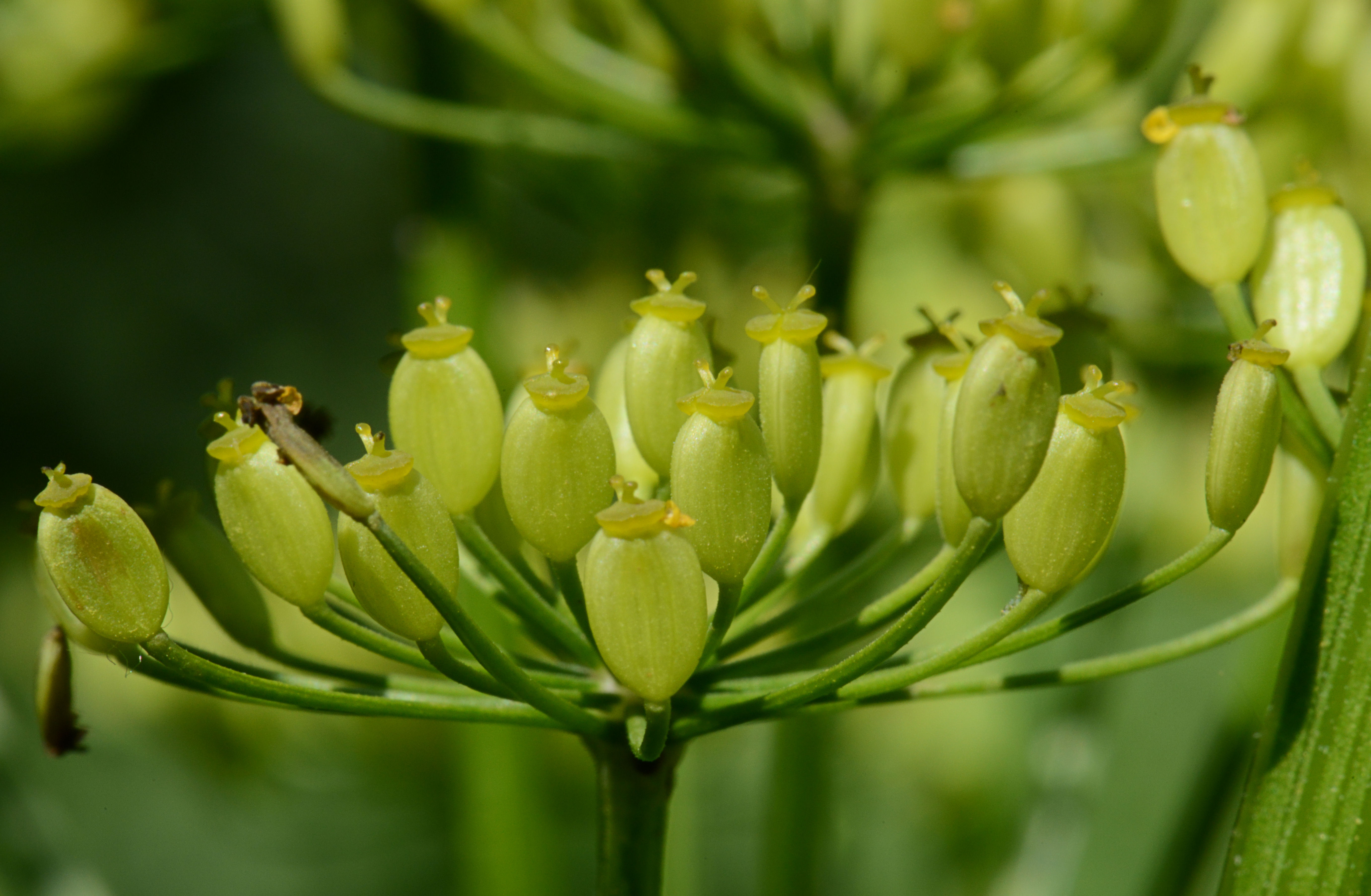
Stylopodia van pastinaak
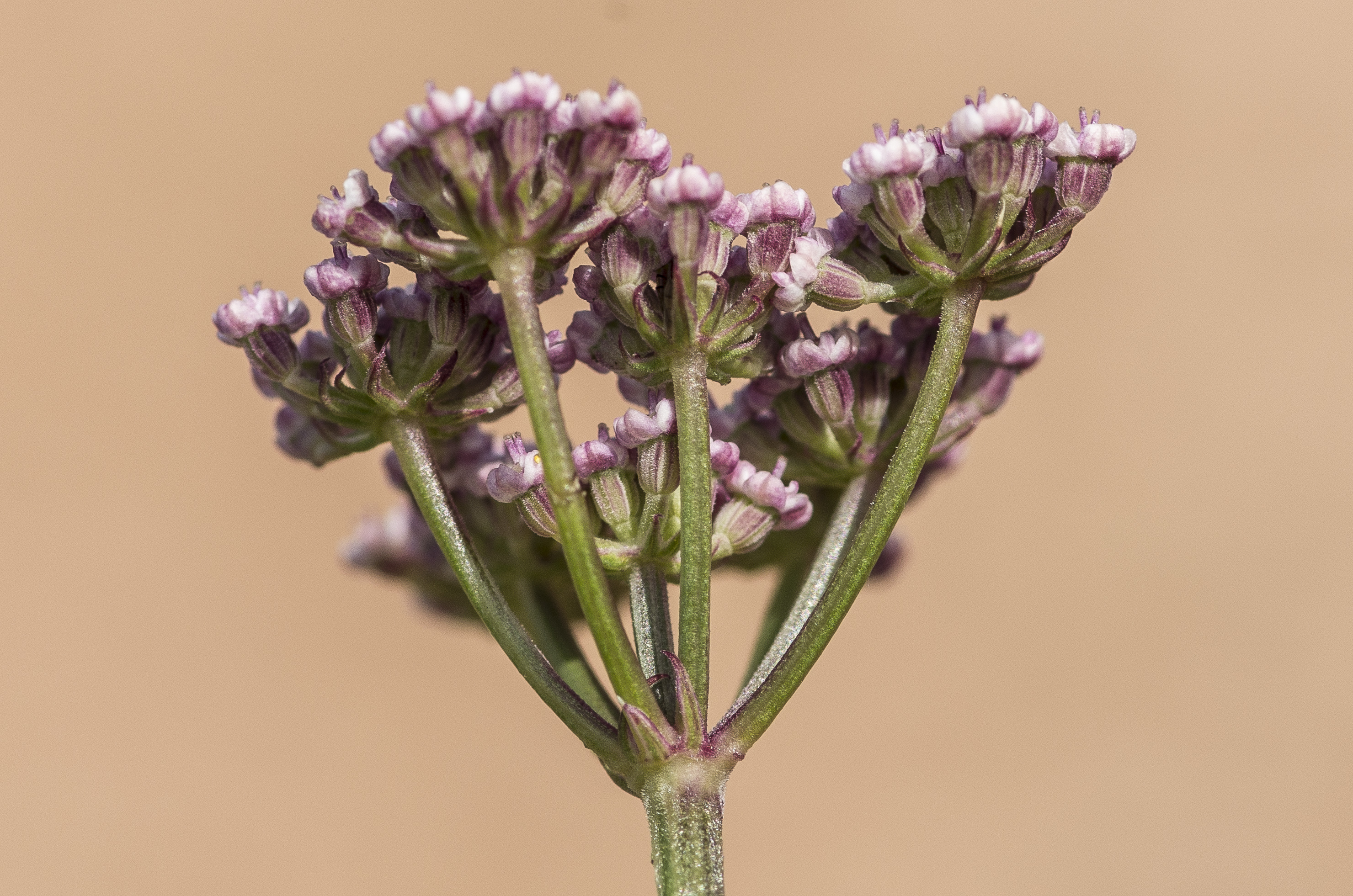
Omwindsel en omwindseltjes van bergseselie
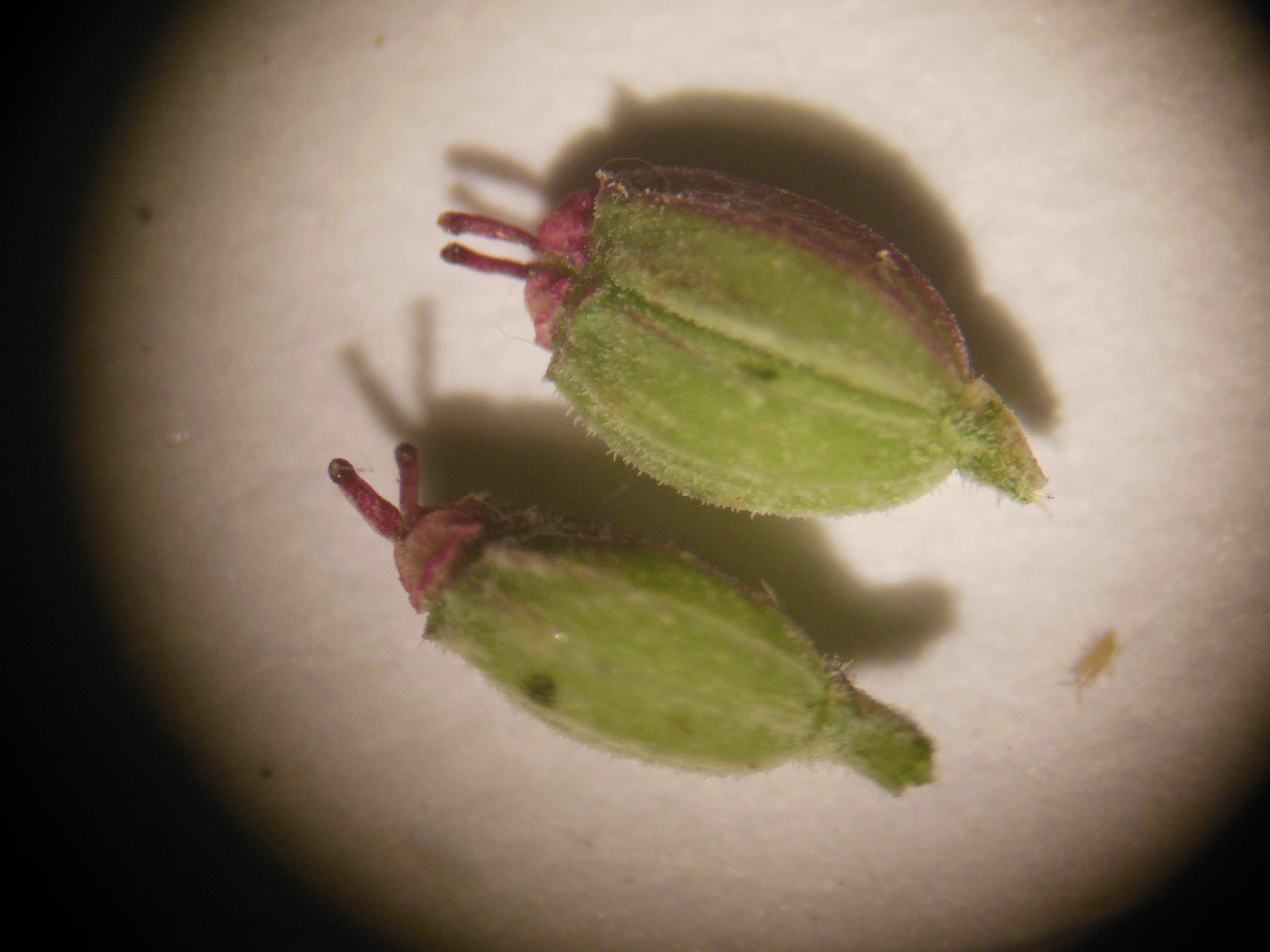
Splitvruchten van bergseselie
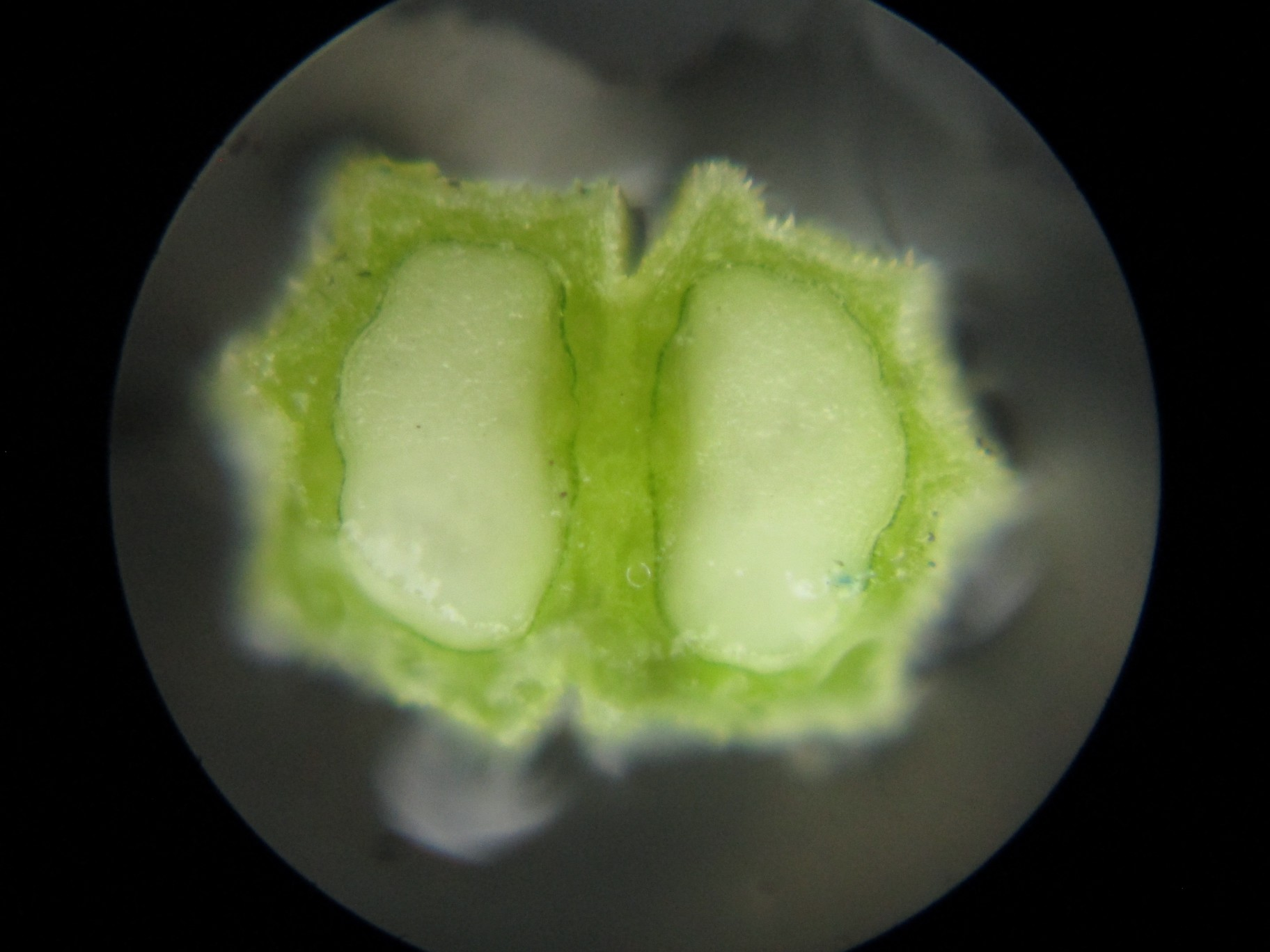
Splitvrucht van bergseselie

## Soorten
De volgende soorten worden behandeld in de Wikipedia:
- Akkerdoornzaad (Torilis arvensis)
- Anijs (Pimpinella anisum)
- Bergseselie (Seseli montanum)
- Bergvenkel (Meum athamanticum)
- Beverneltorkruid (Oenanthe pimpinelloides)
- Blauwe zeedistel (Eryngium maritimum)
- Borstelscherm (Turgenia latifolia)
- Dille (Anethum graveolens)
- Dodemansvingers (Oenanthe crocata)
- Duivelsdrek (Ferula assafoetida)
- Echte kruisdistel (Eryngium campestre)
- Fijn goudscherm (Bupleurum tenuissimum)
- Fluitenkruid (Anthriscus sylvestris)
- Franse aardkastanje (Conopodium majus)
- Gevlekte scheerling (Conium maculatum)
- Gewone berenklauw (Heracleum sphondylium)
- Gewone engelwortel (Angelica sylvestris)
- Heelkruid (Sanicula europaea)
- Heggendoornzaad (Torilis japonica)
- Hondspeterselie (Aethusa cynapium)
- Karwij (Carum carvi)
- Karwijselie (Selinum carvifolia)
- Kervel (Anthriscus cerefolium)
- Kitagawia
- Kleine bevernel (Pimpinella saxifraga)
- Kleine watereppe (Berula erecta)
- Klotzschia
- Komijn (Cuminum cyminum)
- Koriander (Coriandrum sativum)
- Kruipend moerasscherm (Apium repens)
- Kundmannia
- Lavas (Levisticum officinale)
- Melkeppe (Peucedanum palustre)
- Naaldenkervel (Scandix pecten-veneris)
- Ondergedoken moerasscherm (Apium inundatum)
- Pastinaak (Pastinaca sativa)
- Peterselie (Petroselinum crispum)
- Pijptorkruid (Oenanthe fistulosa)
- Reuzenberenklauw (Heracleum mantegazzianum)
- Roomse kervel (Myrrhis odorata)
- Selderij (Apium graveolens)
  - Bleekselderij (Apium graveolens var. dulce)
  - Knolselderij (Apium graveolens var. rapaceum)
- Sikkelkruid (Falcaria vulgaris)
- Venkel (Foeniculum vulgare)
- Waterscheerling (Cicuta virosa)
- Watertorkruid (Oenanthe aquatica)
- Weidekervel (Silaum silaus)
- Weidekervel-torkruid (Oenanthe silaifolia)
- Wilde peen (Daucus carota)
- Wilde peterselie (Petroselinum segetum)
- Zeevenkel (Crithmum maritimum)
- Zevenblad (Aegopodium podagraria)
- Zilt torkruid (Oenanthe lachenalii)
- Zwartmoeskervel (Smyrnium olusatrum)

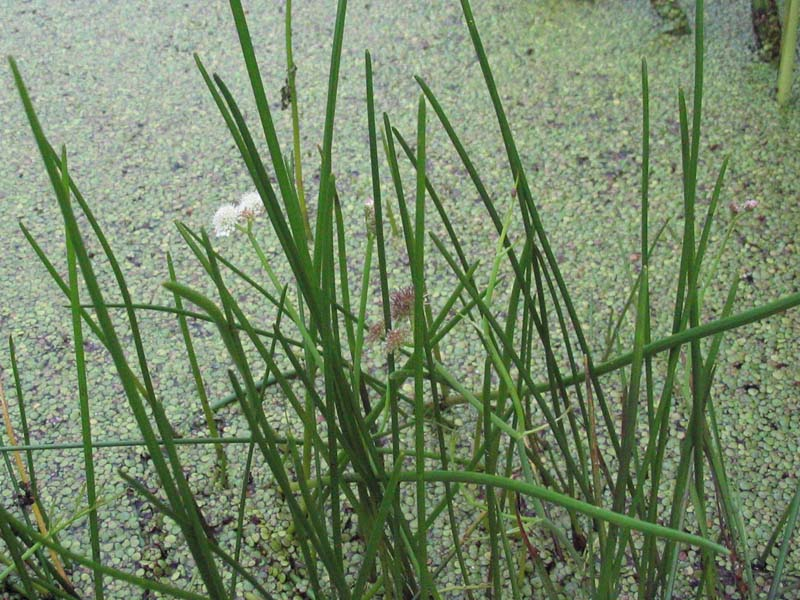
pijptorkruid (Oenanthe fistulosa)

## Geslachten in Nederland
- Aegopodium
- Aethusa
- Ammi (geslacht Akkerscherm)
- Anethum
- Angelica (geslacht Engelwortel)
- Anthriscus (geslacht Kervel)
- Apium (geslacht Moerasscherm)
- Berula
- Bifora
- Bunium
- Bupleurum (geslacht Goudscherm )
- Carum (geslacht Karwij )
- Caucalis
- Chaerophyllum (geslacht Ribzaad)
- Cicuta
- Conium
- Conopodium
- Coriandrum
- Crithmum
- Cuminum
- Daucus
- Eryngium (geslacht Kruisdistel)
- Falcaria
- Foeniculum
- Heracleum (geslacht Berenklauw )
- Levisticum
- Myrrhis
- Oenanthe (geslacht Torkruid )
- Orlaya
- Pastinaca (geslacht Pastinaak )
- Petroselinum (geslacht Peterselie )
- Peucedanum (geslacht Varkenskervel )
- Pimpinella (geslacht Bevernel )
- Sanicula
- Scandix
- Selinum
- Silaum
- Sium
- Smyrnium
- Torilis (Doornzaad )

Enkele andere geslachten:
- Aciphylla, Actinotus, Aletes, Ammoselinum, Apiastrum, Arracacia, Artedia, Astrantia, Athamantha, Azorella, Bolax, Bowlesia, Centella, Cyclospermum, Cnidium, Coelopleurum, Conioselinum, Cryptotaenia, Cyclospermum, Cymopterus, Cynosciadium, Daucosma, Dorema, Erigenia, Eurytaenia, Ferula, Glehnia, Harbouria, Laser, Laserpitium, Ligusticum, Lilaeopsis, Limnosciadium, Lomatium, Meum, Monizia, Musineon, Neoparrya, Oreomyrrhis, Oreonana, Oreoxis, Orogenia, Osmorhiza, Oxypolis, Perideridia, Pleurospermum, Podistera, Polytaenia, Prangos, Pseudocymopterus, Pteryxia, Ptilimnium, Seseli (geslacht Seselie), Shoshonea, Sison, Spermolepis, Sphenosciadium, Sympholoma, Synelcosciadium, Taenidia, Tauschia, Thapsia, Thaspium, Tilingia, Tordylium, Trachymene, Trachyspermum, Trepocarpus, Turgenia, Yabea, Zizia

Voor Hydrocotyle (geslacht Waternavel) zie de klimopfamilie (Araliaceae).